# Яйцо ангела
Angel’s Egg (яп. 天使のたまご тэнси но тамаго, Яйцо ангела) — полнометражный аниме-фильм, созданный в 1985 году. Совместная работа художника Ёситаки Амано и режиссёра Мамору Осии. Фильм считается примером авангарда в аниме, отличается сюрреалистичностью и поднимает экзистенциальные и религиозные темы, при этом диалоги в нём сведены к минимуму.

## Сюжет
В «Яйце ангела» идёт повествование о жизни девочки в неком сюрреалистическом мире тьмы и теней. Девочка, имя которой зрителю не называется, хранит таинственное яйцо. Место действия — некий готический город — мёртвый город, где она проводит всё время, собирая различные сосуды и артефакты. Однажды в город прибывает мужчина, на спине же он несёт оружие в форме креста. Имя мужчины также остаётся загадкой. Герои встречают друг друга, и между ними завязывается разговор, правда, по большей части он состоит из непрестанно повторяющегося вопроса: «Кто ты?» В это время появляется некая сумрачная рыба, и город просыпается. Ряды статуй, опоясывающие город, оживают и начинают охоту на неё. В тщетных попытках они бросают в неё свои копья. Внутри убежища девочки похожего на пещеру, полного странных окаменелостей, мужчина рассказывает ей историю, сильно напоминающую «Ноев ковчег». Дождавшись, пока девочка уснет, мужчина разбивает яйцо. Девочка реагирует на это острым чувством утраты и боли, но решает следовать за мужчиной в его дальнейшем пути, однако, по дороге падает в текущий на дне ущелья поток, превращается в девушку и умирает. Пузырьки её последних вздохов поднимаются на поверхность мириадами новых «яиц». Символичные картины судного дня и перерождения смешиваются в окончании фильма с постепенным раскрытием истории мира, невероятно абстрактного и неопределённого.

## Озвучивание
| Персонажи  | Сэйю           |
| ---------- | -------------- |
| Девочка    | Мако Хёдо      |
| Парень     | Дзимпати Нэдзу |
| Рассказчик | Кэйити Нода    |

## Производство и выпуск
«Яйцо Ангела» стало сотрудничеством двух режиссёров Мамору Осии и Ёситаки Амано. Они также совместно работали над сценарием. Производством занималась Studio Deen совместно с издательской компанией Tokuma Shoten. Продюсерами выступили Хироси Хасэгава, Масао Кобаяси, Мицунори Миура и Ютака Вада. Саундтрек написан Ёсихиро Канно. Аниме было выпущено сразу на VHS 15 декабря 1985 года от Tokuma Shoten. В 2001 году вышел DVD от Pioneer LDC, звук был Dolby Digital 2.0 и моно. В 2007 году появился диск в серии Tokuma Anime Collection.
21 августа 2013 года фильм издан на Blu-ray компанией Pony Canyon со звуком LPCM 2.0. 49 место в чарте Oricon.
10 сентября 2023 года Japan Society провела показ фильма в своём музее в Нью-Йорке, на мероприятии присутствовал Ёситака Амано. По словам сотрудника организации, это, вероятно, первая официальная премьера в США за последние десять лет.
В 2024 году было решено, что на 40-летие Angel’s Egg получит обновлённую версию 4K. Процесс сканирования оригинальной 35-мм плёнки и её ремастеринга с использованием новейших технологий осуществлялся под руководством Мамору Осии. Кроме того, оригинальный звук в моно будет улучшен до Dolby Atmos благодаря содействию Sony PCL. Процесс подразумевает использование технологий разделения на диалоги, звуковые эффекты и фоновую музыку, производства стереофонии, разделения источников звука, а затем ремикса. Мировая премьера реставрированного фильма состоялась 20 мая 2025 года на Каннском кинофестивале в секции Cinéma de la Plage. Компания GKIDS анонсировала прокат в американских кинотеатрах с 19 ноября 2025 года и выпуск на видеоносителях. Премьера в США произойдёт на 63 Нью-Йоркском кинофестивале 26 сентября — 13 октября 2025 года.

## Музыка
| №   | Название               | Длительность |
| --- | ---------------------- | ------------ |
| 1.  | «Prelude»              | 2:47         |
| 2.  | «Egg's Dream»          | 2:19         |
| 3.  | «Mechanical Sun»       | 2:22         |
| 4.  | «Main Theme»           | 2:35         |
| 5.  | «Memories of Water»    | 3:11         |
| 6.  | «Beyond the Window»    | 2:25         |
| 7.  | «Sea Bed's Town»       | 2:29         |
| 8.  | «Fish Hunting»         | 4:20         |
| 9.  | «Opera House»          | 1:56         |
| 10. | «Accumulation of Time» | 4:17         |
| 11. | «Angel's Fossil»       | 2:18         |
| 12. | «Night Thief»          | 5:44         |
| 13. | «Transmigration»       | 3:09         |
| 14. | «Different God»        | 4:32         |

Завершающая композиция:
1. «Prelude», в исполнении Ёсихиро Канно

Музыкальное сопровождение — Tokyo Concerts, дирижёр — Хироси Кумагаи. Дизайн обложки, иллюстрации — Ёситака Амано. Переиздание вышло в 2000 году к 15-летию фильма.
Саундтрек Ёсихиро Канно, который сочинял классические композиции, объединявшие западную, японскую и компьютерную музыку, придавал эмоциональность несвойственным ему сценам, оживляя мрачные сражения с призрачными рыбами и добавляя сентиментальности прогулке по полуразрушенной церкви. Мелодии были диссонирующими, струнные инструменты звучали напряжённо, вызывая беспокойство у слушателей. В нескольких треках использовался навязчивый хор, в дополнение к странным визуальным эффектам.

## Критика
Angel's Egg входит в число 50 ключевых аниме-фильмов по мнению обозревателей Британского института кино. 73 место в списке 100 лучших аниме фильмов согласно журналу Paste.
Борис Иванов назвал «Яйцо ангела» культовым; почти лишенный диалогов, OVA-фильм прославился умением создателей рассказать сложнейший сюжет с помощью одних лишь видео-образов, демонстрируя все возможности нового вида аниме. Критик также поместил Angel’s Egg на 47 позицию среди 100 лучших аниме за всю историю кино.
Джонатан Клементс и Хелен Маккарти в своей энциклопедии  обратили внимание, что данное аниме бессюжетное и в высшей степени символичное. По общему мнению, это упражнение в потоке сознания режиссёра «Полиции будущего», его фирменные христианские образы и механизированный город с ковчегом. Сюрреалистические элементы напоминают работу Осии над Urusei Yatsura (призраки рыб, космические корабли, полные молчаливых людей). Анимация и дизайн Ёситаки Амано выполнены прекрасно. Некоторые части были использованы в фильме категории B — In the Aftermath Карла Колперта (1988). Осии узнал о таком факте случайно: «Я понятия не имел, пока не услышал от знакомого, который видел его на кинофестивале. Когда я спросил об этом продюсерскую компанию, то впервые узнал, что фильм был продан за границу без [моего] разрешения. Для меня это ещё одно горькое воспоминание».
«Яйцо Ангела» не получило одобрения от критиков после выпуска, и Осии сказал, что фильм «не давал ему работать в течение многих лет». Тем не менее, это считается «одним из основных моментов „художественного“ аниме и его карьеры в качестве режиссёра». Брайан Рух заявил, что это «один из самых красивых и лирических фильмов в анимационной среде». Хелен Маккарти назвала это «ранним шедевром символического кинопроизводства», отметив, что «его сюрреалистическая красота и медленный темп создали атмосферу, похожую на дзен, в отличие от любого другого аниме». В книге «Ужасы и научно-фантастические фильмы IV» Дональд Уиллис посчитал фильм «преследующим, поэтичным, меланхоличным и, по крайней мере, для не говорящих по-японски зрителей, очень загадочным». Уиллис также включил «Яйцо ангела» в список самых запоминающихся фильмов 1987—1997 годов. В статье журнала Paste подчёркивается, что во многом подобно тому, как Æon Flux Питера Чунга стал колоритным по сравнению с его работой над второсортным «Ох уж эти детки!», «Яйцо ангела» — опровержение всего, чем Осии был известен ранее (от оптимизма к фатализму, от юношеских игр к духовному кризису). Это не столько аниме, сколько живой портрет, выполненный Ёситакой Амано, который заслуживает чести за то, что поднял фильм до культового статуса. Согласно обозревателю Anime News Network, Angel's Egg имеет наибольшее сходство с Belladonna of Sadness и «Дикой планетой».
Джейсон Томпсон указывает, что фразы «постапокалиптическая» недостаточно, чтобы описать меланхолию и отчуждение этой истории, которой нет объяснения, как утверждает даже сам Мамору Осии. По словам режиссёра, фильм начинается на закате и заканчивается на восходе солнца; между этими периодами два персонажа блуждают по пустому миру. Почти ничего не происходит, хотя начало и конец ясны. Тонкий и барочный стиль Ёситаки Амано ранее не был так хорошо передан: 30-секундной сцены, где девочка протирает глаза и встаёт с кровати, достаточно для анимации в большинстве фильмов. Не имея экшен-эпизодов, с которыми можно было бы потренироваться, команда аниматоров использует экспериментальные методы, чтобы показать тени, развевающиеся волосы и текущую воду — последнее, как предположил Осии, может иметь отношение к Ноеву ковчегу. Томпсон полагает, что по своей мечтательности и религиозному содержанию Angel’s Egg ближе всего к более доступному аниме «Ночь на галактической железной дороге», но абсолютная простота почти отменяет интерпретации. Сущность — просто визуальные эффекты и шум дождя. Диалоги минимальны; мало что теряется при просмотре фильма на японском языке, хотя заядлые зрители захотят узнать перевод в надежде найти какую-то слабую подсказку. Всё бессмысленно или упорядоченно? Это апокалипсис или искупление? Помимо странности восприятия христианских символов, показанных с другой точки зрения, и задачи найти «истинное» значение в виде коробки-головоломки, Angel’s Egg представляет собой воплощение духа и мира, которые сильны, несмотря на непознаваемость.
THEM Anime заметил, что трудно рецензировать такой фильм, потому что он самый запутанный из всех когда-либо увиденных: 
 Почему вычурное аниме нравится, даже если оно неразговорчивое — искусство и анимация прекрасны, чего и следовало ожидать от Ёситаки Амано. По сравнению с этим «Ночь на галактической железной дороге» и «Повесть о Гэндзи» выглядят глупо. Персонажи обитают в тёмном мире, где идёт дождь, дует ветер, ходят серые облака и всё кажется умирающим, — это пугающе красиво. Призраки танцуют по каменным стенам пустых домов, жуткие тени и отражения — чистый сюрреализм. Первые кадры вызывают воспоминания о Сальвадоре Дали. Тем, кто знаком с другими работами Осии, подобное зрелище не в новинку, но выходит далеко за рамки и до сих пор остаётся загадкой. В конечном итоге задаётся больше вопросов «Почему?» о состоянии человечества, чем находится ответов. Как произведение вечного самоанализа, «Яйцо ангела» — настоящий шедевр. Обязательно не только для поклонников анимации, но и кино. Однако для тех, кто думает, что аниме — это «Жемчуг дракона Z» или «Покемон», такое либо пролетит мимо, либо будет очень большим разочарованием. Любителям артхауса и им подобным очень понравится, как и всем, кому нужна пища для размышлений. Этот фильм можно анализировать целую вечность, и он всё равно останется тайной. Излишне говорить, что маленьким детям (или тем, кто жаждет какого-либо экшена) будет полезно досмотреть любую часть. Также рекомендуются «Призрак в доспехах», «Союз Серокрылых» и Spring and Chaos.

## Примечание
1. ↑  Яйцо ангела. Русский Репортаж. Дата обращения: 17 августа 2025.
2. ↑  Angel's Egg (англ.). Дата обращения: 5 августа 2024. Архивировано 24 августа 2024 года.
3. ↑  Mamoru Oshii To Oversee 4K Remastering Of 1985 Animation ‘Angel’s Egg’ As Gebeka Int’l Lines Up Cannes Sales Launch
4. ↑  Ruh, 2004, p. 46.
5. ↑  徳間書店アニメ＆・・・天使のたまご. Дата обращения: 24 декабря 2020. Архивировано 20 февраля 2021 года.
6. ↑  Animage Pocket Data Notes 1999 (яп.) / Haraguchi, Masahiro. — Tokuma Shoten[англ.], 1999. — С. 130.
7. ↑  Angel Egg DVD
8. ↑  Tokuma Anime Collection『天使のたまご』. Oricon. Дата обращения: 24 декабря 2020.
9. ↑  Angel’s Egg Blu-ray. Дата обращения: 25 декабря 2019. Архивировано 2 августа 2019 года.
10. ↑  天使のたまご Blu-ray
11. ↑  天使のたまご Blu-ray. Oricon. Дата обращения: 24 декабря 2020.
12. ↑  Yoshitaka Amano Attends Screening of Angel's Egg Anime in New York City on September 10 (Updated). Дата обращения: 8 мая 2024. Архивировано 8 июня 2024 года.
13. 1 2 3  Angel's Egg — Review. Дата обращения: 8 мая 2024. Архивировано 8 мая 2024 года.
14. ↑  『天使のたまご』4Kリマスター版制作へ 押井守×天野喜孝の伝説アニメ40周年記念. Дата обращения: 8 мая 2024. Архивировано 8 мая 2024 года.
15. ↑  天使のたまご：押井守監督の“伝説のOVA”　4KリマスターでDolby Atmos化　音響面もアップグレード. Дата обращения: 5 августа 2024. Архивировано 5 августа 2024 года.
16. ↑  4K Remaster of Mamoru Oshii's Angel's Egg Anime to Premiere at Cannes
17. ↑  Tenshi no Tamago (Angel’s Egg) Mamoru Oshii
18. ↑  4K Remaster of Mamoru Oshii's Angel's Egg Anime Reveals November 19 Screenings in N. America, New York Premiere at NYFF
19. ↑  GKIDS Brings 4K Remaster of Mamoru Oshii's Angel's Egg Anime to N. American Theaters in 2025. Дата обращения: 5 августа 2024. Архивировано 30 мая 2024 года.
20. ↑  Angel’s Egg
21. ↑  Tenshi no Tamago Ongakuhen "Mizu ni Sumu". Дата обращения: 24 декабря 2020. Архивировано 16 марта 2021 года.
22. Tenshi no Tamago Ongakuhen "Mizu ni Sumu". Дата обращения: 24 декабря 2020. Архивировано 16 марта 2021 года.
23. ↑  管野由弘* — 天使のたまご 音楽編 ｢水に棲む｣ (Angel’s Egg Music Collection ～Living In Water～)
24. ↑  50 key anime films (англ.). BFI (12 августа 2020). Дата обращения: 27 января 2023. Архивировано 27 января 2023 года.
25. ↑  Toussaint Egan, Paste Staff. The 100 Best Anime Movies of All Time (англ.). Paste (15 февраля 2024). Дата обращения: 5 августа 2024. Архивировано 11 августа 2023 года.
26. ↑  Введение в японскую анимацию. Дата обращения: 25 декабря 2019. Архивировано из оригинала 25 декабря 2019 года.
27. ↑  Борис Иванов. 100 лучших аниме за всю историю кино. Аниме-фильмы, определившие жанр. Hi-Fi.ru (16 сентября 2021). Дата обращения: 18 января 2023. Архивировано 27 сентября 2022 года.
28. ↑  Clements J., McCarthy H., 2006, p. 20.
29. ↑  In the Aftermath Blu-ray. Дата обращения: 22 декабря 2020. Архивировано 27 ноября 2020 года.
30. ↑  Mamoru Oshii On Directing The Original 'Ghost In The Shell' Anime Movies And Enjoying 'Fallout 4'. Дата обращения: 11 ноября 2021. Архивировано 11 ноября 2021 года.
31. ↑  Ruh, 2004, p. 46, 51.
32. ↑  Ruh, 2004, p. 47.
33. ↑  McCarthy, 2009, p. 39.
34. ↑  Willis, 1997, p. 20.
35. ↑  Willis, 1997, p. viii.
36. ↑  Toussaint Egan. Top Ten Mamoru Oshii Films (that Are not Ghost in the Shell) (англ.). Paste (28 июня 2016). Дата обращения: 23 декабря 2020. Архивировано 23 сентября 2020 года.
37. ↑  Jason Thompson. Jason's Pick: Angel's Egg (англ.). Viz Communications. Дата обращения: 23 декабря 2020. Архивировано 19 февраля 2001 года.
38. ↑  Carlos Ross. Angel's Egg (англ.). T.H.E.M. Anime. Дата обращения: 22 декабря 2020. Архивировано 27 ноября 2020 года.